# Luisa Karolina z Hochbergu
Luisa Karolina von Hochberg, rozená svobodná paní Geyer von Geyersberg, od roku 1787 svobodná paní von Hochberg, od roku 1796 říšská hraběnka von Hochberg (27. května 1767 Karlsruhe – 23. června 1820 tamtéž) byla druhou manželkou bádenského markraběte a pozdějšího velkovévody Karla Fridricha.

## Původ, mládí
Luisa Karolina Geyer von Geyersberg se narodila jako dcera durlašského podplukovníka svobodného pána Ludvíka Heinricha Filipa Geyer von Geyersberg a Maximiliany Christiny, rozené hraběnky von Sponeck. Kmotry děvčátka, jehož otec již brzy zemřel, byli markrabě Karel Fridrich Bádenský a jeho první manželka Karolina Luisa. Luise Karolině se dostalo odpovídající výchovy a vzdělání – navštěvovala dívčí školu u Colmaru. Poté byla zaměstnána na dvoře bádenské dědičné princezny Amalie jako dvorní dáma.

## Manželství s markrabětem Karlem Fridrichem
24. listopadu roku 1787 se provdala za bádenského markraběte (od roku 1806 velkovévodu) Karla Fridricha (1728–1811), který byl od roku 1783 vdovcem. Šlo ovšem pouze o „morganatické manželství“, neboť její rodina, ač ze staré šlechty, přece nebyla považována za rovnocennou. Ode dne sňatku nosila titul svobodná paní von Hochberg, roku 1796 ji císař František I. povznesl do postavení říšské hraběnky. Hodnost markraběnky, kterou nosila první, rovnorodá žena Karla Fridricha, však neobdržela.

### Otázka dědické posloupnosti a dědických práv jejích synů
Luisini synové byli zpočátku z dědické posloupnosti vyloučeni a nenosili vévodský ani markraběcí titul. Roku 1796 dosáhla Luisa Karolina alespoň toho, že jejím synům byl přiznán titul hrabat von Hochberg. Karl Fridrich rovněž nařídil, aby její synové v případě, že by mužská linie z jeho prvního manželství vymřela, byli oprávněni dědit.
Po skončení osvobozenecké války proti Napoloeonovi v roce 1815 následovala intenzivní jednání mezi vítěznými mocnostmi o znovunastolení přednapoleonských státních celků resp. jejich budoucí velikost.
Dřívější bádenské markrabství získalo dříve díky Napoleonovi velké území a status velkovévodství, nová území získalo především na úkor Bavorska a Rakouska.
Oba takto postižené státy formulovaly roku 1815 ve státních dohodách např. zpětné připadnutí Falckého kurfiřtství Bavorsku, pokud přímá mužská linie tehdy vládnoucího velkovévody Karla Fridricha vymře. Další dědický spor s bavorským královstvím vznikl o hrabství Sponheim, neboť zde bavorský panovnický rod s možným vymřením rovnorodých bádenských agnátů mohl uplatnit stará dědická práva.
Protože ani legitimní vnuk a následník velkovévody Karla Ludvíka Fridricha, ani další synové z prvního manželství Karla Fridricha neměli žádné přeživší mužské potomky, byl třem synům Luisy Karoliny, kteří už od roku 1817 nosili bádenský markraběcí erb, 20. listopadu roku 1818, několik týdnů po smrti velkovévody Karla, Kongresem v Cáchách udělen markraběcí titul i dědická práva k trůnu. Nakonec nastoupil Karlův syn Leopold roku 1830 – po smrti posledního regenta ze staré linie, Ludvíka I. – jako velkovévoda na trůn.
Luisa Karolina se této satisfakce již nedožila. Zemřela o deset let dříve, 23. června roku 1820. Její potomci vládli velkovévodství až do roku 1918. Rovněž současná bádenská markrabata jsou jejími potomky.

## Kaspar Hauser
Luisa Karolina byla v podezření, že za prvorozeného syna velkovévody Karla a jeho manželky Stéphanie nechala podvrhnout podvrženo cizí umírající nemluvně, aby se na trůn dostal její vlastní syn. Tyto pověsti se rozšířily vynořily poté, co se vynořil Kašpar Hauser, o němž s tvrdilo, že je to bádenský princ; legenda podle současného převládajícího vědeckého názoru historiků je vyvrácena, má však stále své přívržence.

## Potomci
Z manželství s Karlem Fridrichem vzešlo pět potomků, čtyři synové a dcera, třetí syn však zemřel jako týdenní nemluvně:
- Leopold (29. srpna 1790 – 24. dubna 1852), bádenský velkovévoda od roku 1830 ⚭ 1819 princezna Žofie Vilemína Švédská (1801 – 1865)
- Vilém (8. dubna 1792 – 11. října 1859) ⚭ 1830 vévodkyně Alžběta Alexandra Württemberská (1802 – 1864)
- Fridrich Alexandr (10. června 1793 – 18. června 1793)
- Amálie (26. ledna 1795 – 14. září 1869) ⚭ 1818 kníže Karel Egon II. z Fürstenbergu (1796 – 1854)
- Maximilián (8. prosince 1796 – 6. března 1882), generál kavelerie